# Отчаянные романтики
Отчаянные романтики (англ. Desperate Romantics) — британский драматический сериал, посвященный жизни и творчеству художников-прерафаэлитов. Премьерный показ осуществлялся на телеканале BBC Two в период с 21 июля по 25 августа 2009 года. Российской публике сериал был представлен в сентябре 2010 года на телеканале «Культура».

## Сюжет
Лондон, середина XIX века. Начинающие художники Данте Габриэль Россетти, Уильям Холман Хант, Джон Эверетт Милле и журналист Фред Уолтерс, организовывают творческое объединение «Братство прерафаэлитов», противопоставляя себя Королевской академии художеств. Чтобы добиться успеха и известности, молодым живописцам требуется поддержка в высших кругах, которую они находят в лице Джона Рёскина.
Тем временем Фред Уолтерс знакомит своих товарищей с Элизабет Сиддал, продавщицей в шляпном магазине, которая идеально подходит для роли натурщицы в будущих работах прерафаэлитов. Сам Фред испытывает симпатию к Лиззи, но девушка отдает своё предпочтение бунтарю Россетти.
Уильям Хант приглашает Энни Миллер позировать для своей новой картины, влюбляется в неё и делает предложение. Однако художник вынужден уехать на пару лет в Палестину, оставляя Энни на попечение Уолтерсу.
Милле же после успеха своей «Офелии» принимает предложение о патронаже со стороны Рёскина и все чаще наведывается к тому в дом, где сближается с Эффи Грей, женой своего покровителя, которая недовольна замужеством и симпатизирует молодому художнику.

## Актерский состав
- Эйдан Тёрнер — Данте Габриэль Россетти
- Рэйф Сполл — Уильям Холман Хант
- Сэмюэл Барнетт — Джон Эверетт Милле
- Сэм Крэйн — Фред Уолтерс
- Зои Таппер — Эффи Грей
- Эми Мэнсон — Элизабет Сиддал
- Дженни Жак — Энни Миллер
- Том Холландер — Джон Рёскин
- Фил Дэвис — Френк Стоун
- Марк Хип — Чарльз Диккенс
- Ребекка Дэвис — Фанни Корнфорт
- Дифриг Моррис — Уильям Моррис
- Питер Сэндис-Кларк — Эдвард Бёрн-Джонс
- Натали Томас — Джейн Бёрден
- Поппи Ли Фрайер — Роза Ла Туш

## Работы художников по эпизодам
- 1 серия: «Христос в родительском доме» (1849—1850, Милле), «Валентин спасает Сильвию от Протея» (1851, Хант), «Наемный пастух» (1851, Хант).
- 2 серия: «Офелия» (1851—1852, Милле), «Проснувшаяся стыдливость» (1853, Хант), «Found» (1854—1881, Россетти).
- 3 серия: «Приказ об освобождении» (1854, Милле), «Светоч мира» (1853—1854, Хант).
- 4 серия: «Козёл отпущения» (1856, Хант), «Сон Данте» (1871, Россетти), «Рисунок обнаженной женщины» (1878, Россетти), «Леди Шалотт» (1853, Сиддал), «Lovers Listening to Music» (1854, Сиддал), «Осенние листья» (1856, Милле), «Слепая девушка» (1856, Милле), «Леди Лэмен» (1856, Сиддал), «The Rowing Boat» (ок. 1850—1860, Сиддал), «Мыльные пузыри» (1886, Милле).
- 5 серия: «Bocca Baciata» (1859, Россетти), «Тень смерти» (1872, Хант), фрески для Oxford Union (1857—1859, Россетти, Моррис, Бёрн-Джонс и др.).
- 6 серия: «Beata Beatrix» (1872, Россетти), «Study of Guinevere for Sir Launcelot in the Queen’s Chamber» (1857, Россетти).

## Историческое соответствие
Начало каждой серии предваряет дисклеймер:

В середине XIX века группа молодых людей бросила вызов традиционному искусству. Члены «Братства прерафаэлитов» черпали вдохновение в реальном мире, преображая его силой своего воображения. Тому же духу выдумки следует и эта история.
Оригинальный текст (англ.)In the mid-19th century, a group of young men challenged the art establishment of the day. The Pre-Raphaelite Brotherhood were inspired by the real world about them, yet took imaginative licence in their art. This story, based on their lives and loves, follows in that inventive spirit.

Сценарий сериала является переработкой книги Франни Мойле «Desperate Romantics: The Private Lives of the Pre-Raphaelites» (2009).
- Фред Уолтерс является собирательным персонажем, чей образ основан на реально существовавших людях: Фредерик Джордж Стивенс, Уильям Майкл Россетти и Уолтер Деверелл. Именно Деверелл был тем, кто первый обнаружил Элизабет Сиддал, а Стивенс был искусствоведом и активным деятелем «Братства прерафаэлитов».
- Критика Чарльза Диккенса картины «Христос в родительском доме» —  это отрывок из его оригинальной рецензии, которая была опубликована 15 июня 1850 года изданием «Household Words».
- Когда Эффи находит среди бумаг своего мужа коллекцию эротических рисунков под авторством Тёрнера, то Рёскин утверждает, что вынужден уничтожить их, дабы защитить репутацию художника. Биографы обоих, Тёрнера и Рёскина, замечают, что рисунки были сожжены в 1858, но это было опровергнуто в 2005, когда эскизы обнаружили в забытом архиве.
- Милле показывает Россетти свой эскиз для будущей картины «Мыльные пузыри» (другое оригинальное название —  «Мир ребёнка»). На работе изображëн Уильям Милбурн Джеймс, внук Милле, который родился 22 декабря 1881 года. Картина выставлялась в 1886 году, когда его внуку было пять лет.

## Интересные факты
- В конце четвëртой серии Россетти смеётся над эскизом «Мыльные пузыри» Милле, упрекая за излишнюю сентиментальность и наивность. Впоследствии картину «Мыльные пузыри» приобрëл крупный владелец журнала «The Illustrated London News», а затем выкуплена руководителем компании «A&F Pears». Они получили полные права на использование работы Милле и сделали из неё рекламу для мыла «Pears».